# Karel Křepela
Karel Křepela (23. července 1929 Praha, Československo – 13. ledna 2018 České Budějovice) byl český pediatr specializovaný na plicní onemocnění, vysokoškolský pedagog, dříve přednosta dětské kliniky Fakultní nemocnice v Krči. Zasloužil se o potlačení výskytu dětské tuberkulózy v Československu.

## Životopis
Lékařskou fakultu UK v Praze absolvoval v roce 1953. Od počátku se věnoval dětské medicíně. V roce 1953 po absolvování lékařské fakulty nastoupil jako sekundář do nemocnice v Podbořanech, kde působil do roku 1955. Poté přešel na dětské plicní oddělení Fakultní nemocnice v Praze Krči.
V roce 1956 složil atestaci I. stupně z pediatrie, v roce 1965 atestaci II. stupně a následně v roce 1971 nástavbovou atestaci z dětské TBC a respiračních nemocí. V roce 1982 získal kandidaturu na téma Využití funkční bronchografie u dětí a mladistvých. Docentem byl jmenován v roce 1990 a profesorem v roce 1993.
Vedle hodností vědeckých a pedagogických prošel řadou funkcí ve zdravotnických zařízení. V letech 1963 až 1966 byl zástupcem přednosty dětské kliniky Institutu pro vzdělávání ve zdravotnictví (IPVZ) v Krči, následně pak odborným asistentem katedry pediatrie IPVZ v Krči a od roku 1985 do roku 1991 zástupcem vedoucího katedry pediatrie a po té až do roku 1995 vedoucím katedry pediatrie a přednostou dětské kliniky IPVZ a Fakultní nemocnice v Krči.
Kromě své lékařské praxe se věnoval již přes čtyřicet let činnosti pedagogické. Přednášel v rámci odborných kurzů a stáží katedry pediatrie a jiných kateder IPVZ, pravidelně přednášel na tuzemských a zahraničních kongresech.
Měl za sebou rozsáhlou publikační činnost. Napsal monografii Tuberkulóza dětí a dorostu a její diferenciální diagnostika a THORAX- atlas RTG snímků a kazuistik dětských plicních nemocí. Je autorem 12 kapitol v odborných monografiích a publikoval přes 113 odborných článků v tuzemských a zahraničních odborných časopisech se zaměřením na tuberkulózu a BCG vakcinaci, difuzní procesy plicní, bronchokinematografii, recidivující záněty plic na podkladě vrozených anomálií. Věnoval se také výzkumné činnosti. V letech 1971 až 1995 byl odpovědným řešitelem výzkumného úkolu státního plánu výzkumu a výzkumných úkolů v rámci IPVZ.
V průběhu své lékařské kariéry zastával řadu odborných funkcí. Byl v letech 1967 až 1976 krajským ftiseopediatrem v Praze, v období 1981 až 1993 nejprve místopředsedou a od roku 1984 předsedou komise pro dětskou TBC v rámci bývalé ČSFR, od roku 1981 byl předsedou atestační komise z pediatrie I. a II, stupně.

### Ocenění
- 2011 Rytíř českého lékařského stavu